# ماتياس زيمرمان
ماتياس زيمرمان (بالإنجليزية: Matthias Zimmermann)‏ (و. 1981  م) هو فنان، ورسام سويسري، ولد في بازل.